# Уевич-Галетович, Мария

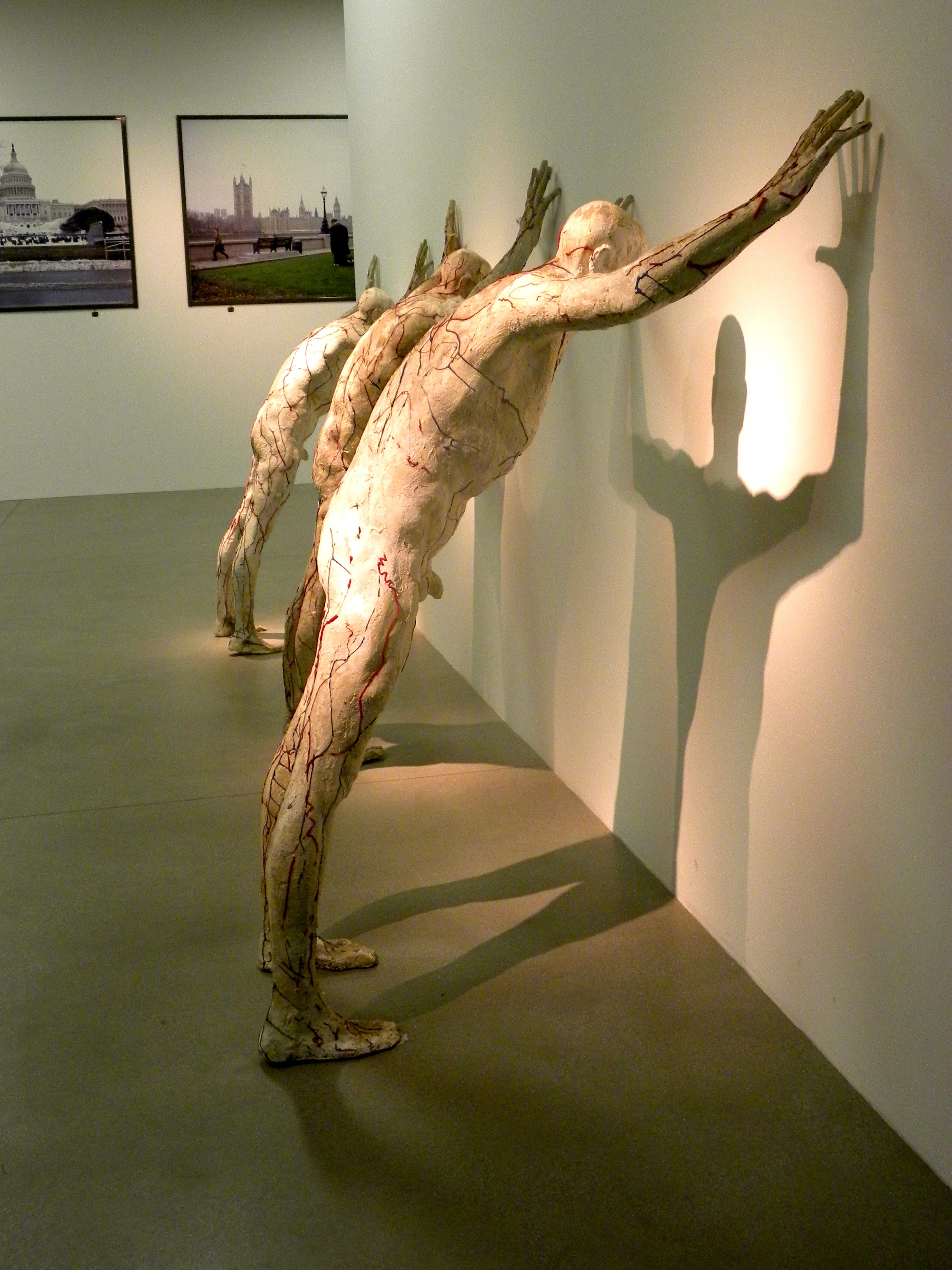
Цель II, вид сбоку.

Мария Уевич-Галетович (хорв. Marija Ujević-Galetović; 20 октября 1933, Загреб, Савская бановина — 13 марта 2023, Загреб) — современный хорватский скульптор, также занимавшаяся и живописью. Жила и работала в Загребе.

## Творчество
Работами Марии Уевич-Галетович преимущественно являются портреты и статуи. Она обучалась скульптуре в Центральной школе искусств и дизайна в Лондоне. С 1987 года Уевич-Галетович преподаёт в загребской Академии изящных искусств, в которой она получила звание профессора в 1995 году. Кроме того, скульптор является активным членом Хорватской академии наук и искусств.
Мария Уевич-Галетович — автор многочисленных наружных и внутренних публичных скульптур, в том числе в городах: Вировитица, Врсар, Загреб, Мария-Бистрица, Синь, Црес, Риека, Осиек, Лабин, Високо, Бихач и Нови-Сад. Среди её публичных скульптур наиболее известны: Памятник Мирославу Крлеже в Осиеке, Памятник Мирославу Крлеже в Загребе, Памятник Аугусту Шеноа в Загребе, Бегун на набережной реки Сава в Загребе, Памятник Фране Петричу в Цресе, Памятник Якову Готовацу в Осоре и Памятник Стерию-Поповичу в Нови-Саде.
У Уевич-Галетович было множество персональных выставок в Хорватии и за её пределами, включая мероприятия в галерее Форум (Загреб, 1980 и 1992 годы), галерее Себастьян (Дубровник, 1981), галерее Себастьян (Белград, 1984), Ex Granai della Repubblica a Zitellelle (Венеция, 1991), Французской академии в Риме на вилле Медичи (Рим, 1991), HDLU (Загреб, 2005), хорватском посольстве в Италии (Рим, 2009) и галерее Мочибоб (Загреб, 2010).

## Награды
- Премия за проект Памятника Крестьянскому восстанию (Загреб, 1970).
- Премия за проект Памятника Козаре (Сараево, 1971).
- Первый приз за проект Памятника Августу Цесарецу (Загреб, 1973).
- Награда за Памятник Мирославу Крлеже.
- Премия Загребского салона (Загреб, 1982).
- Хорватская премия трёхлетия в области скульптуры (Загреб, 1986).
- Премия за Памятник Аугусту Шеноа (Загреб, 1987).
- Премия города Загреб (Загреб, 1989).
- Премия Загребского салона (Загреб, 1990).
- Орден Утренней звезды Хорватии[англ.] с ликом Марка Марулича (1995)[3].
- Премия Владимира Назора (2012).